# Slobodarka
"Slobodarka" je bila borbena himna Hrvatske demokratske stranke (iz doba Austro-Ugarske) nadahnuta Hvarskim ustankom. Nastala je 1908. godine a autor pjesme je dr. Josip Smodlaka. Pjesma je prvi put izašla u Splitu 7. svibnja 1908. godine u prilogu lista Pučka sloboda. Nakon pojavljivanja uglazbio ju je u koračnicu istaknuti splitski skladatelj Josip Hatze. Na njezinim je osnovama nastala hrvatska revolucionarna pjesma "Padaj silo i nepravdo".

## Sadržaj
1.
Padaj silo i nepravdo,
Narod ti je sudit zvan.
Bjež'te od nas noćne tmine,
Svanuo je i naš dan.
2. 
Što smo bili sužnji n'jemi
Vični trpit svaki jad,
Naprednjaci sad smo smjeli,
Slobode smo žedni sad.
3.
Naše pravo ugrabljeno
Amo, natrag dajte nam!
Ne ćete li, ne molimo
Dobit će ga narod sam.
4.
Gospodari svog života,
Svoje duše ćemo bit,
Za slobodu doma, roda
Krvcu ćemo svoju lit.
5.
Naša je ovo domovina,
Hrvatski smo narod mi!
Naša snaga i uzdanje
Srbi i Hrvati svi.
6.
Od Dunava sve do mora
Jedna miso, jedan dom,
Kape, fesi i klobuci,
Jedna vojska kano grom.
7.
Napred složno vojsko pučka
Nek silnici tresu se!
Što je nekad bilo naše
Bit će opet naše sve!